# Geranium maximowiczii
Geranium maximowiczii là một loài thực vật có hoa trong họ Mỏ hạc. Loài này được Regel & Maack mô tả khoa học đầu tiên năm 1861.